# Kwale
Kwale è una cittadina del Kenya, capoluogo dell'omonima contea. È situata a circa 35 km a sud di Mombasa ed a circa 15 km dalla costa. La cittadina conta circa 4 200 abitanti (censimento 1999) la cui maggioranza di religione musulmana.
A soli 10 km si trova la Shimba Hills National Reserve, piccola ma importante riserva naturale della regione, mentre a circa 15 km è situato il Mwaluganje Elephant Sanctuary, uno dei più importanti centri di riproduzione e conservazione degli elefanti di tutto il Kenya. Entrambe le riserve sono dirette e coordinate dal KWS (Kenya Wildlife Service), organo fondamentale alla conservazione ed alla salvaguardia della flora e della fauna di tutto il Kenya.
La tribù principale di questa regione è quella dei Digo da cui prende anche il nome il loro dialetto swahili. Essi appartengono al gruppo etnico dei Mijikenda il quale comprende altre otto tribù che abitano tutta la costa dalla Somalia fino alla Tanzania.
Kwale è un importante punto di riferimento a livello commerciale e di collegamento per tutte le piccole comunità rurali circostanti come Golini, Kinango, Mkongani, Mwaluphamba, Tiribe e molte altre che abitano l'entroterra. L'economia si basa perlopiù sul commercio dei prodotti dell'agricoltura come aranci, papaya, mango, noci di cocco, tapioca e mais e altre varietà di verdure e cereali.
Ogni mercoledì nel centro del paese si tiene un piccolo mercato dove poter acquistare cibo, vestiti e oggettistica di vario genere.